# حلبة التزلج (فلم 1916)
حلبة التزلج (بالإنجليزية: The Rink)، يعرف أيضا بأسم (تشارلي يتزلج)، وهو فيلم كوميدي أمريكي صامت من عام 1916 بطولة تشارلي تشابلن تم إنتاجه في شركة موتوال فيلم.

## القصة
تشارلي نادل غير كفء وأحيانًا أخرق في أحد المطاعم. إنه يخدم أحد زبائنه، السيد ستاوت سريع الغضب. يحدد تشارلي فاتورته من خلال فحص ما سكبه على بدلته. على الرغم من أنه ليس نادلًا رائعًا، إلا أن تشارلي متزلج ممتاز في حلبة التزلج القريبة. يلتقي بفتاة هناك وينقذها من الاهتمام غير المرغوب فيه من نفس السيد ستاوت الذي قابله سابقًا في المطعم. تدعو الفتاة الممتنة تشارلي إلى حفلة تزلج. يقبل تشارلي ويحضر الحفلة مرتديًا قبعة عالية وذيلًا. يواجه مرة أخرى السيد ستاوت المتقلب ويصطدم بالسيدة ستاوت. أثناء التزلج، يسقط تشارلي عليها عن طريق الخطأ ويسحب تنورتها. سرعان ما يتحول حفل التزلج إلى أعمال شغب. يتم استدعاء الشرطة لاستعادة النظام، لكن تشارلي ينجو من خلال التدحرج بمهارة بعيدًا بعصاه المعلقة في الجزء الخلفي من سيارة متحركة.

## طاقم التمثيل
- تشارلي تشابلن - النادل
- إدنا بيرفيانس - الفتاة
- جيمس كيلي - والدها
- اريك كامبل - السيد ستوت، معجب بأدنا
- هنري بيرغمان - السيدة ستوت ومتناولة العشاء الغاضبة
- لويد بيكون - ضيف
- ألبرت أوستن - الطباخ والمتزلج
- فرانك كولمان - مدير مطعم
- جون راند - نادل
- شارلوت مينيو - صديق إدنا
- ليوتا برايان - صديق إدنا

## وصلات خارجية
- الفيلم القصير The Rink متوفر للتحميل من موقع أرشيف الإنترنت [المزيد]
- مقالات تستعمل روابط فنية بلا صلة مع ويكي بيانات
- The Rink at Doctor Macro's High Quality Movie Scans